# Protoneura woytkowskii
Protoneura woytkowskii – gatunek ważki z rodziny łątkowatych (Coenagrionidae). Występuje na terenie Ameryki Południowej; stwierdzony w Kolumbii, Ekwadorze, Peru i Boliwii.